# إنريكي كاريراس
إنريكي كاريراس (بالإسبانية: Enrique Carreras)‏ هو كاتب سيناريو ومخرج أرجنتيني وبيروفي، ولد في 6 يناير 1925 في ليما في بيرو، وتوفي في 29 أغسطس 1995 في بوينس آيرس في الأرجنتين.

## وصلات خارجية
- إنريكي كاريراس على موقع IMDb (الإنجليزية)
- إنريكي كاريراس على موقع روتن توميتوز (الإنجليزية)
- إنريكي كاريراس على موقع ألو سيني (الفرنسية)
- إنريكي كاريراس على موقع أول موفي (الإنجليزية)
- إنريكي كاريراس على موقع قاعدة بيانات الأفلام السويدية (السويدية)
- إنريكي كاريراس على موقع قاعدة بيانات الفيلم (الإنجليزية)
- إنريكي كاريراس على موقع كينوبويسك (الروسية)